# Ай-Серез (річка)
Ай-Серез (крим. Ay Serez, також Аришлар) — річка на південно-східному березі Криму, ліва притока річки Ворон.
Довжина річки 9,4 км, площа водозбору 20.6 км², середньобагаторічний стік, на гідропості Межиріччя, становить 0,015 м³ / сек, у річки 1 безіменний приплив. Ухил річки — 29,8 м / км. Протікає в долині південно-східного узбережжя Криму через село Межиріччя (до 1945 р. Ай-Серез) в 16 км від Судака. Імовірно річка отримала назву по селу, через яке протікає. З грецької назва Ай-Серез перекладається як Святий Сергій (Агіос Сергіос). Постійний поверхневий стік спостерігається тільки в верхній ділянці річки, до гирла водний потік доходить тільки після тривалих дощів і в період танення снігів.
Особливість Ай-Серези - селеві потоки. У цій долині вчені створили полігон з вивчення селевих потоків.